# キョウ州
洭州（きょうしゅう）は、中国にかつて存在した州。
南北朝時代、南朝梁により設置された衡州を前身とする。581年（太建13年）、南朝陳が東衡州を設置した際に、西衡州と改称された。
590年（開皇10年）、隋代により洭州と改称、600年（開皇20年）に廃止され、管轄県は広州に統合された。

## 下部行政区画
- 陽山県
- 梁楽県
- 桂陽県